# Papooz
Papooz ist eine französische Band aus Paris. Die Band selbst ordnet sich selbst in die Genre Tropical Groove ein.

## Geschichte
Die Band wurde 2012 in Paris gegründet. Im Jahr 2014 veröffentlichte die Band ihre erste EP Papooz - Ulysses and the Sea. Im Jahr 2016 folgte das erste Musikalbum Green Juice beim Label Jive Epic, mit dem die Band auch international Aufmerksamkeit bekam. Als größter Hit der Band gilt der auch als Single erschienene Song Ann Wants to Dance.

## Diskografie

### Alben
| Jahr | Titel                        | Höchstplatzierung, Gesamtwochen, AuszeichnungChartplatzierungen (Jahr, Titel, Platzierungen, Wochen, Auszeichnungen, Anmerkungen) | Höchstplatzierung, Gesamtwochen, AuszeichnungChartplatzierungen (Jahr, Titel, Platzierungen, Wochen, Auszeichnungen, Anmerkungen) | Anmerkungen                           |
| Jahr | Titel                        | FR | BEW | Anmerkungen                           |
| ---- | ---------------------------- | --- | --- | ------------------------------------- |
| 2014 | Papooz - Ulysses and the Sea | — | — |                                       |
| 2016 | Green Juice                  | FR144 (2 Wo.)FR | BEW162 (1 Wo.)BEW | Erstveröffentlichung: 3. Juni 2016    |
| 2019 | Night Sketches               | FR184 (1 Wo.)FR | — | Erstveröffentlichung: 8. März 2019    |
| 2024 | Resonate                     | — | — | Erstveröffentlichung: 26. Januar 2024 |
| 2024 | Resonate Augmented           | — | — | Erstveröffentlichung: 19. April 2024  |

### Singles
| Jahr | Titel              | Höchstplatzierung, Gesamtwochen, AuszeichnungChartplatzierungen (Jahr, Titel, Platzierungen, Wochen, Auszeichnungen, Anmerkungen) | Höchstplatzierung, Gesamtwochen, AuszeichnungChartplatzierungen (Jahr, Titel, Platzierungen, Wochen, Auszeichnungen, Anmerkungen) | Anmerkungen                        |
| Jahr | Titel              | FR | BEW | Anmerkungen                        |
| ---- | ------------------ | --- | --- | ---------------------------------- |
| 2016 | Ann Wants to Dance | FR182 (1 Wo.)FR | — | Erstveröffentlichung: 3. Juni 2016 |